# Krameria
Krameria Loefl., 1758 è un genere di angiosperme eudicotiledoni dell'ordine Zygophyllales, unico genere appartenente alla famiglia Krameriaceae Dumort., 1829. Alcune delle specie di questo genere sono note con il nome comune di ratania.

## Tassonomia
Nel sistema di classificazione APG IV la famiglia Krameriaceae costituisce l'ordine Zygophyllales insieme alla famiglia Zygophyllaceae. Nel sistema Cronquist, Krameriaceae era classificata all'interno dell'ordine Polygalales.

### Specie

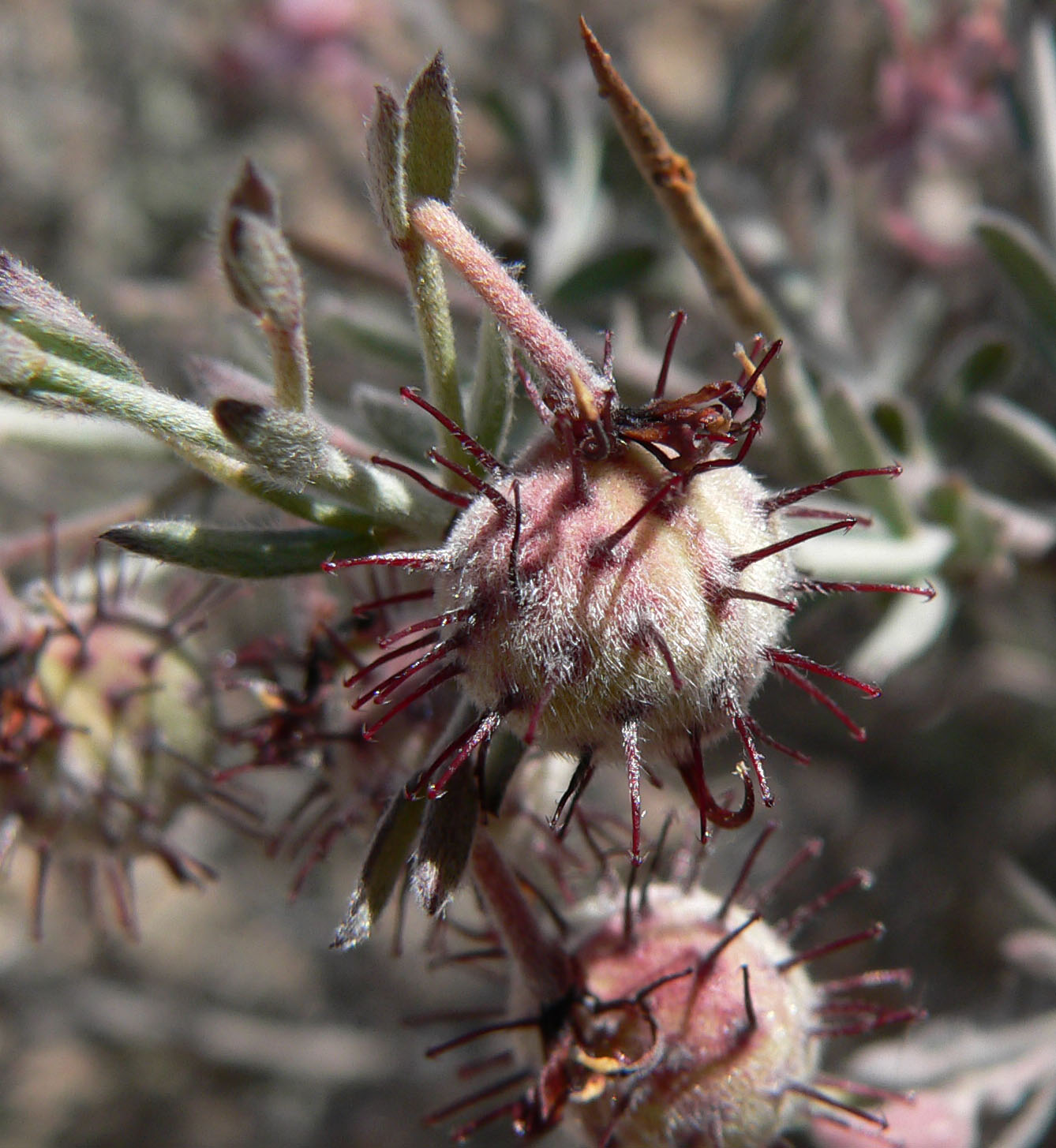
Krameria tomentosa (frutti)

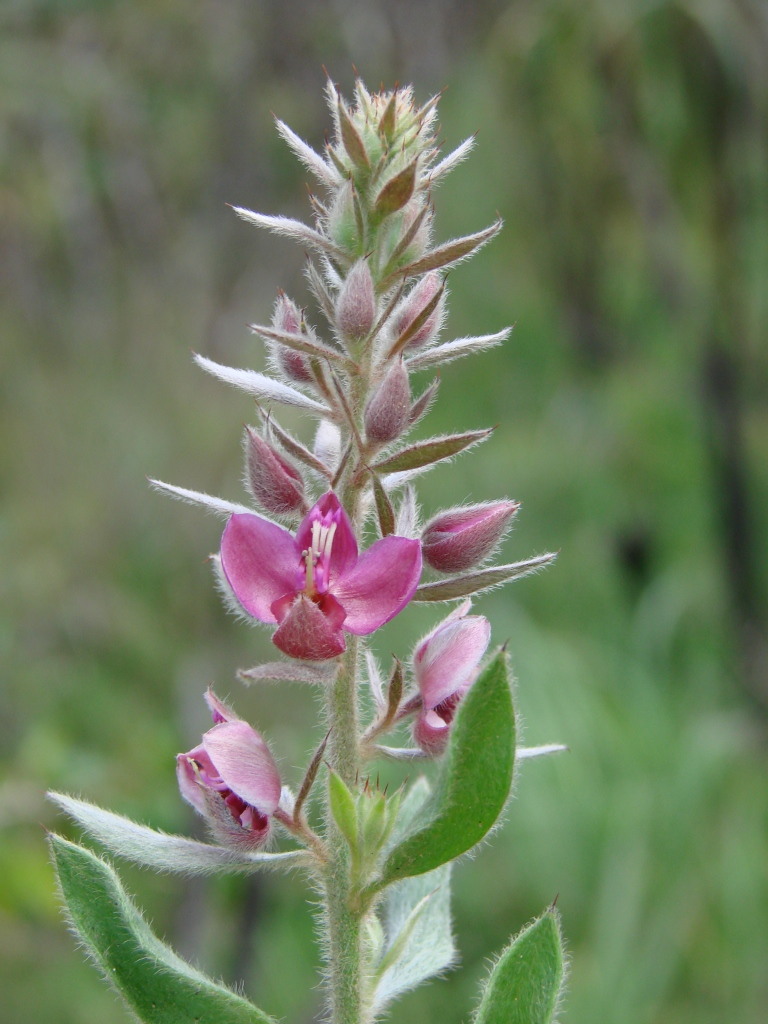
Krameria tomentosa (fiore)

In questo genere sono riconosciute le seguenti 18 specie:
- Krameria argentea Mart. ex Spreng.
- Krameria bahiana B.B.Simpson
- Krameria bicolor S. Watson
- Krameria cistoidea Hook. & Arn.
- Krameria cytisoides Cav.
- Krameria erecta Willd. ex Schult.
- Krameria grandiflora A. St.-Hil.
- Krameria grandifolia O.Berg
- Krameria ixine L.
- Krameria lanceolata Torr.
- Krameria lappacea (Dombey) Burdet & B.B. Simpson
- Krameria pauciflora DC.
- Krameria paucifolia (Rose) Rose
- Krameria ramosissima (A. Gray) S. Watson
- Krameria revoluta O. Berg
- Krameria secundiflora DC.
- Krameria spartioides Klotzsch ex O.Berg
- Krameria tomentosa A. St.-Hil.

## Distribuzione e habitat
Le specie di questo genere sono diffuse in America dal sud-ovest degli Stati Uniti al nord-ovest dell'Argentina; K. paucifolia è stata anche segnalata nell'estremo oriente russo (Magadan).

## Utilizzi
Due specie di questo genere, segnatamente Krameria argentea e Krameria lappacea, sono utilizzate in erboristeria per produrre la ratania, un rimedio con proprietà astringenti, utilizzato per la cura delle cavità orali nonché delle ragadi.